# 카펠라 리조트

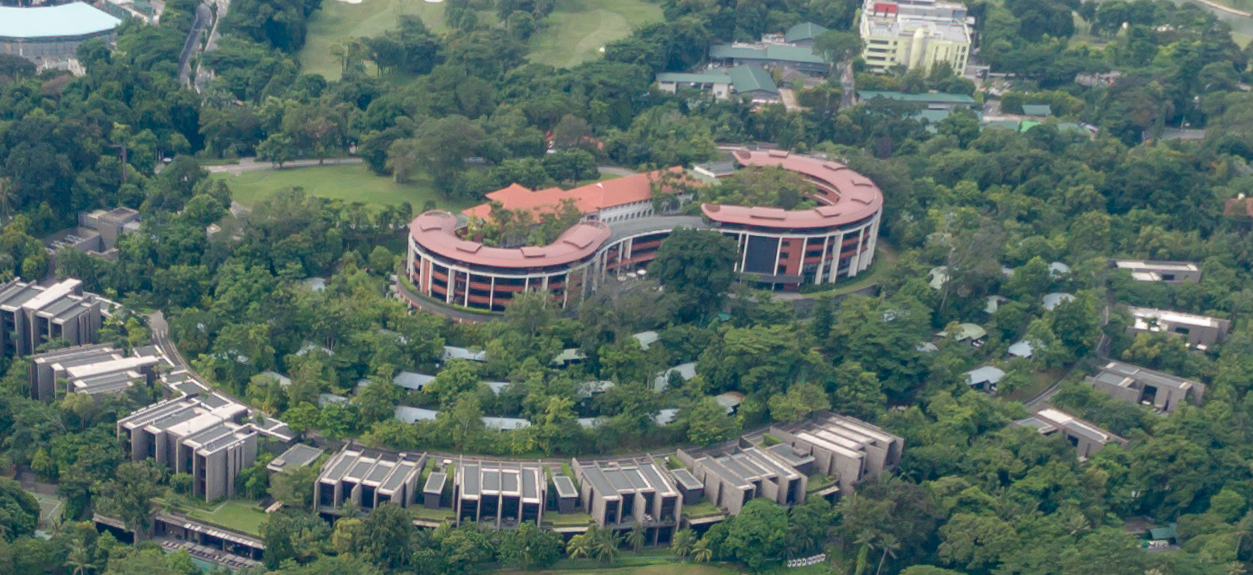

카펠라 리조트(영어: Capella Resort, Singapore)는 싱가포르 센토사섬에 위치한 호텔이다.

## 2018년 북미 정상 회담

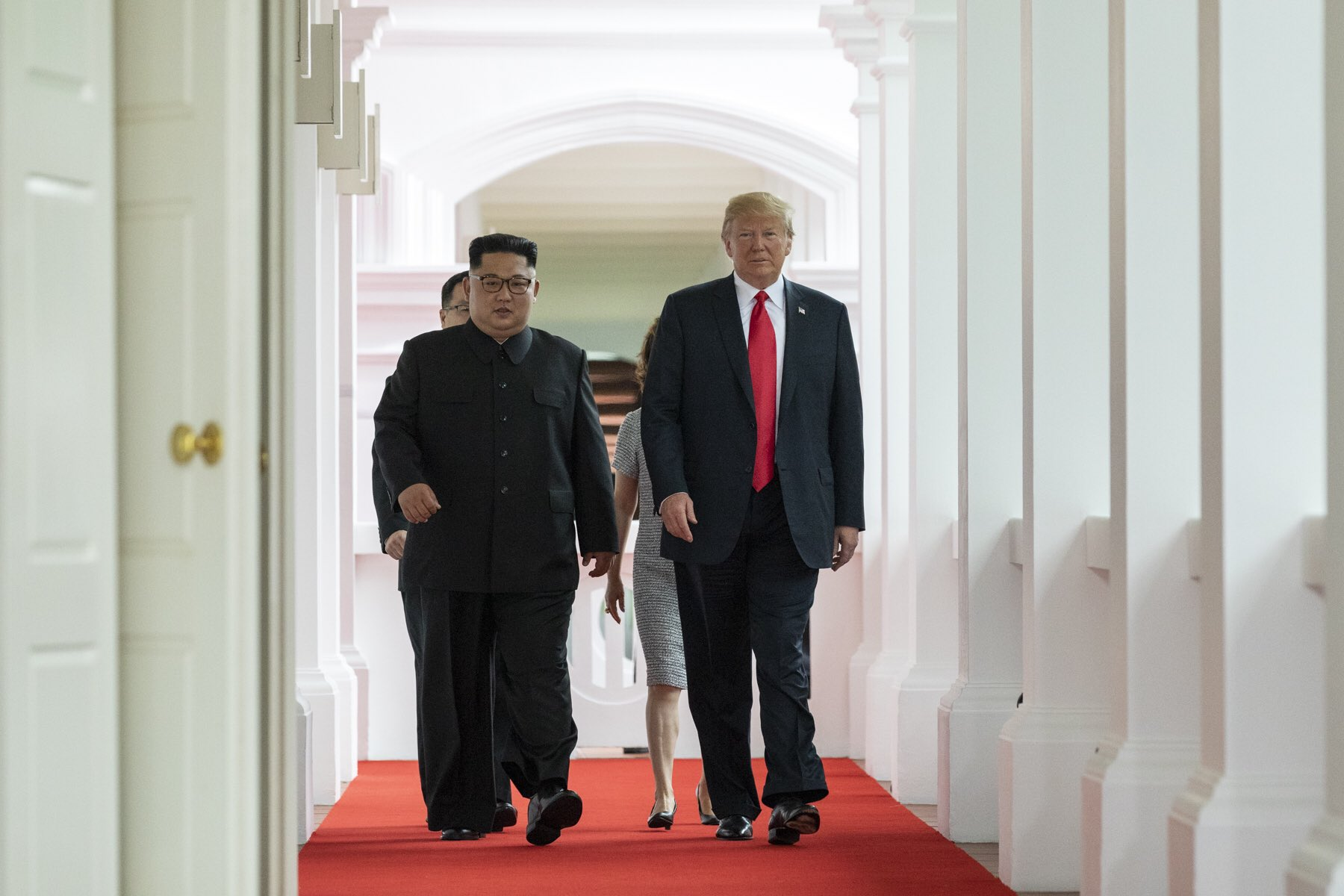
조선민주주의인민공화국의 지도자 김정은과 미국 대통령 도널드 트럼프가 리조트를 걸어나서고 있다.

2018년 미국-조선민주주의인민공화국 정상 회담이 2018년 6월 12일 싱가포르 표준시 오전 9시 4분을 기점으로 리조트에서 개최되었다.